# (14814) Gurij
(14814) Gurij est un astéroïde de la ceinture principale.

## Description
(14814) Gurij est un astéroïde de la ceinture principale. Il fut découvert le 7 septembre 1981 à Naoutchnyï par Lioudmila Karatchkina. Il présente une orbite caractérisée par un demi-grand axe de 2,66 UA, une excentricité de 0,25 et une inclinaison de 10,7° par rapport à l'écliptique.